# Diplomatic Immunity 2
Diplomatic Immunity 2 – drugi studyjny album amerykańskiego zespołu hip-hopowego The Diplomats. Został wydany 23 listopada, 2004 roku. Po wydaniu album doszło do konfliktu między członkami grupami – Cam’ronem a Jim Jonesem i Juelz Santana.

## Lista utworów
Opracowano na podstawie źródła.
1. Stop-N-Go
2. S.A.N.T.A.N.A.
3. Take Em To Church
4. Get Use To This
5. Family Ties
6. Wouldn’t You Like To Be A Gangsta Too
7. Get From Round Me
8. Dutty Clap
9. I Wanna Be Your Lady
10. 40 Cal
11. Melalin
12. So Free
13. Dead
14. Push It
15. Aayo-Iight
16. Bigger Picture
17. Crunk Muzik